# Cactus Air Force
Cactus Air Force (AirCACTUS) désigne, lors de la Seconde Guerre mondiale, l'ensemble des forces aériennes alliées assignée à l'île de Guadalcanal dans le Pacifique Sud, autour de l’aérodrome d'Henderson (nom de code CACTUS) entre août 1942 et février 1943. Elle fut absorbée le 15 février 1943 dans l'Aircraft, Solomons (AirSols) couvrant l'ensemble des îles Salomon.
Elle joua un rôle important pendant la bataille de Guadalcanal contre les Japonais en entravant ses nombreuses opérations navales et contrant son aviation.

## Conditions de vie difficiles

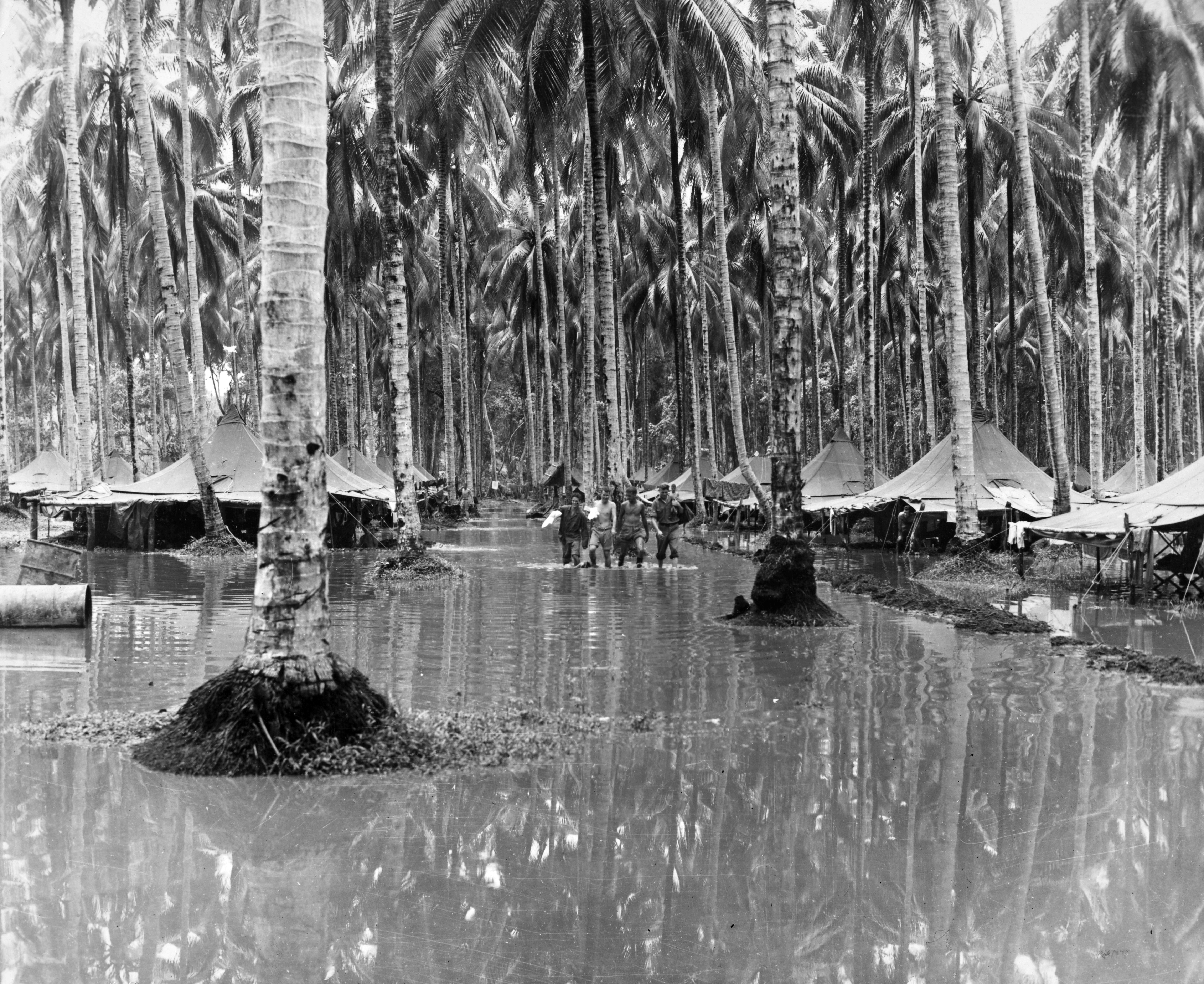
Camp près de l'aérodrome Henderson

Les conditions de vie furent très dures dans la plantation de cocotiers inondée de Mosquito Grove de l'aérodrome, dans cette zone tropicale humide infestée de moustiques. Les hommes furent soumis au paludisme, à la dysenterie, à la dengue et diverses mycoses.
De plus au début les infrastructures étaient quasi inexistantes (absence de hangar, la piste d’atterrissage n'étant elle-même pas terminée) et le matériel était très limité (pas de camion citerne par exemple). La piste elle-même restera longtemps souvent boueuse entrainant de nombreux accidents.
Les difficultés étaient aggravées par les raids aériens quotidiens des Mitsubishi G4M "Betty" japonais et des bombardements navals réguliers qui culminèrent dans la nuit du 13 au 14 octobre où deux cuirassés japonais déversèrent plus de 700 obus de gros calibre.

## Commandement

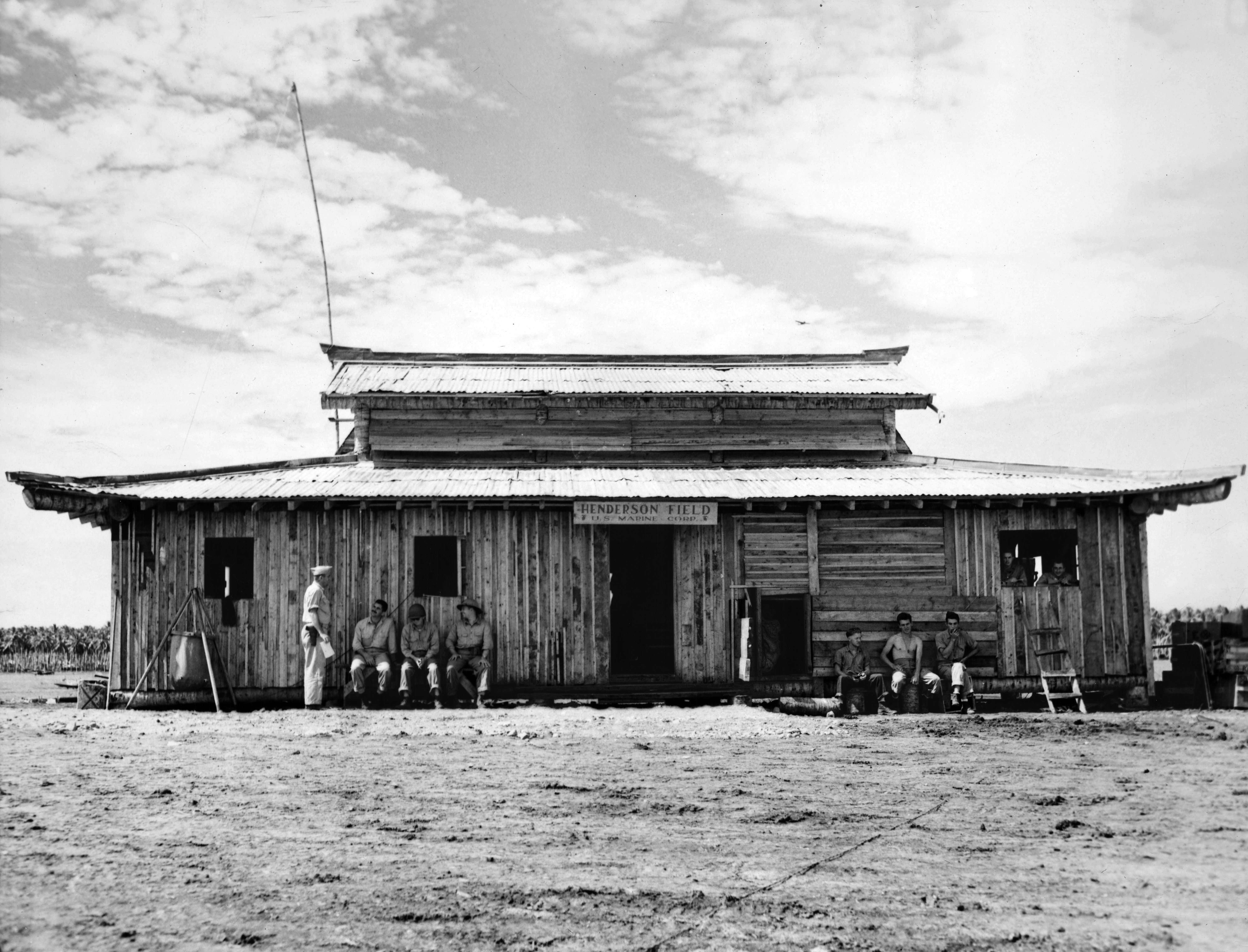
La Pagoda, quartier général de la Cactus air force

Entre le 1er atterrissage sur la piste Henderson le 12 août et le 3 septembre, il n'y a pas de commandant en titre subordonné à l'amiral John S. McCain, Sr. commandant toute l'aviation alliée basée à terre du Pacifique Sud et c'est le général Alexander Vandegrift qui exerce le commandement opérationnel.
Du 3 septembre au 7 novembre c'est le général des Marines Roy Geiger qui assume le commandement dans la période la plus difficile.
Épuisé, il laisse sa place du 7 novembre au 26 décembre à son chef d'état-major, le général Louis E. Woods.
Enfin c'est le général Francis P. Mulcahy, toujours un Marine, qui commande pour la fin de campagne et deviendra chef d'état-major de l'amiral Charles P. Mason quand le AirSols est créé le 15 février 1943.

## Unités et avions

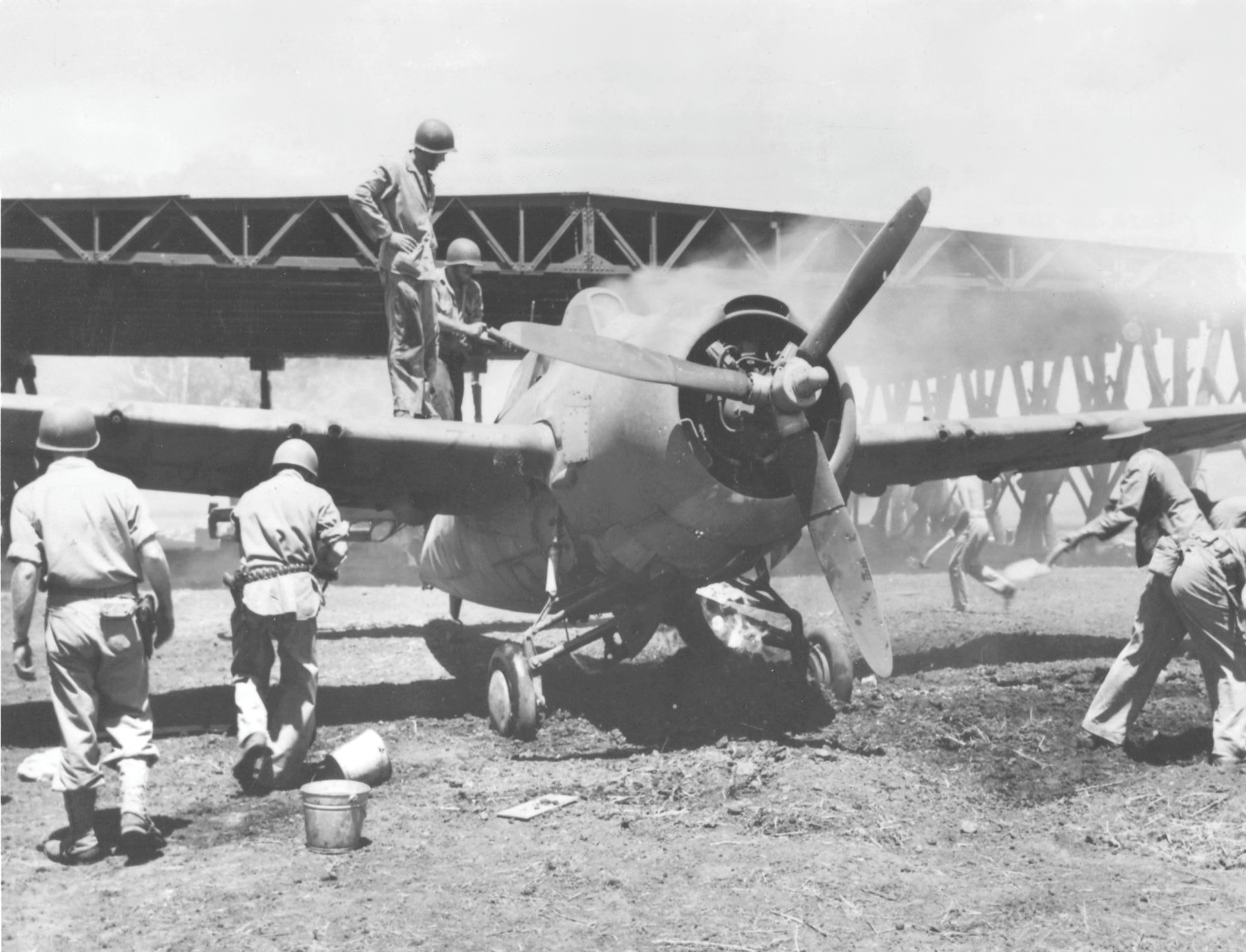
Wildcat endommagé par une attaque japonaise à Henderson

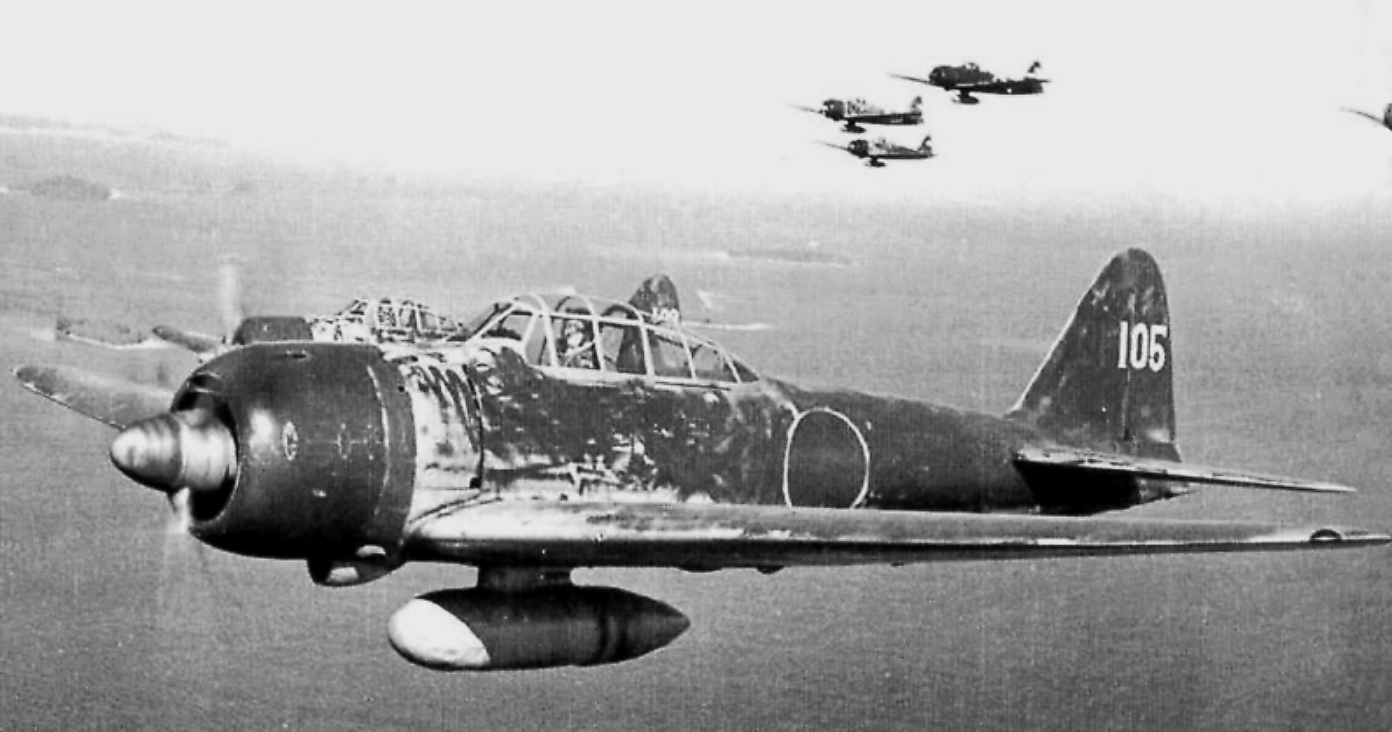
Un Zéro A6M3

Même si les unités de AirCACTUS furent essentiellement des Marines, il y en eut aussi de la Navy (dont de porte-avions transférées à terre et pendant un temps celles de l'USS Enterprise), quelques-unes de l'US Army Air force et enfin une de la Force aérienne royale néo-zélandaise (RNZAF).
Les avions furent des F4F Wildcat, SBD Dauntless, TBF Avenger, PBY Catalina, J2F-5 Duck, P-39 Airacobra en version P-400 (USAAF) et Lockheed Hudson (RNZAF).

## Tactiques
Les Wildcat américains sont inférieurs en combat aérien (dogfight) aux Zéro, mais les pilotes surent adopter des tactiques défensives (Thach Weave) et offensives (passe en piqué de préférence sur les bombardiers) en profitant de la robustesse de leurs avions et de la fragilité du Zéro japonais(ni blindage, ni réservoir de carburant auto-obturant). Ils prennent soin de minimiser les pertes pour durer quitte à ne pas arrêter les Japonais.
L'aérodrome Henderson est quotidiennement bombardé, mais se battre généralement à proximité de sa base alors que les Japonais prennent 4 heures pour arriver de Rabaul permet d'avoir une meilleure disponibilité, moins de fatigue, une bonne chance de rentrer avec un avion endommagé (à contrario Saburo Sakai devra voler près de 5 h avec une grave blessure à la tête avant de pouvoir se poser) et une chance raisonnable d'être retrouvé si l'on a dû sauter en parachute.
Le résultat est que si les pertes matérielles, y compris par accident, sont assez équilibrées, les Japonais perdent beaucoup plus de membres d'équipage et cela entraine la perte irremplaçable de vétérans.

## Japonais
L'essentiel des adversaires de la Cactus air force faisait partie des unités basées à terre de la Marine impériale japonaise.
Au moment du débarquement américain du 7 août l'unité aérienne de la Marine chargée des îles Salomon et de l'est de la Nouvelle-Guinée était la 5e force aérienne d'attaque de l'amiral Sadayoshi Yamada (en) basée à Rabaul (Nouvelle-Bretagne) et Lae (Nouvelle-Guinée), plus une base d'hydravions à Tulagi. Elle était sur la brèche depuis mai car il s'agissait d'une unité de circonstance construite autour de la 25e flottille aérienne pour l'opération Mo mais qui avait été maintenue pour ses suites. Elle dépendait de la 11e flotte aérienne de l'amiral Nishizō Tsukahara.
Au matin du 7 août, la 5e force aérienne d'attaque regroupe 39 chasseurs (Zéro, 24 A6M2 du groupe aérien d'élite Tainan et 15 A6M3 du 2e groupe aérien), 32 bombardiers moyens (essentiellement des Betty du 4e groupe aérien), 16 bombardiers en piqué (Val du 2e groupe aérien), 17 hydravions (15 Nakajima A6M2-N et 2 Kawanishi H6K du groupe aérien Yokohama).
Les 15 hydravions de Tulagi furent immédiatement détruits le 7 et le personnel de la base fut anéanti dès le 9 lors de la bataille de Tulagi et Gavutu–Tanambogo.
L'amiral Nishizō Tsukahara chef de 11e flotte aérienne réagit fortement et s'implique personnellement en se transportant de Tinian à Rabaul pour être plus près de la bataille dès le 8 août. Il transfère également de Tinian à Rabaul du 7 au 8 août le groupe aérien Misawa avec ses 27 Betty dépendant jusque-là de la 6e force aérienne d'attaque (construite autour de la 26e flottille aérienne).
La 5e force aérienne d'attaque mit immédiatement tout son poids dans la bataille au prix de la perte de 24 Betty (avec 153 membres d'équipage), au moins 8 Val et 4 Zéros et leurs pilotes du groupe Tainan. Son impact est tel avec deux navires (USS George F. Elliott et USS Jarvis avec 233 morts) et 19 avions (dont 14 chasseurs) détruits que l'amiral Fletcher se retire avec son groupe aéronaval mais la Marine japonaise laisse passer sa chance de détruire la flotte des transports de matériel du débarquement car elle est prudente en vue d'une campagne longue. Les Japonais ont manqué de chasseurs (le groupe Tainan avait 55 pilotes pour 24 Zéros) pour couvrir leurs bombardiers et, pour avoir lancé leurs forces à fond, n'ont plus de moyens d'attaque suffisants pour peser notamment lors de l'arrivée de la Cactus air force à partir du 20 août même s'ils restent dangereux.
Des bombardiers Betty de renfort sont envoyés à Kavieng (Nouvelle-Irlande) le 20 août avec 19 avions du groupe aérien Kisarazu (qui coulera l'USS Colhoun (en) avec 50 tués) de la 6e force d'attaque aérienne, et le 2 septembre avec 10 du groupe aérien Chitose de la 24e flottille aérienne.
Le 31 août ce sont 13 Zéros du 6e groupe aérien qui arrivent à Rabaul pour renforcer le 2e groupe aérien et combattent à compter du 11 septembre.
Par ailleurs pour compenser les pertes du groupe aérien Yokohama, une force aérienne de la zone R dotée d'hydravions est créée le 28 août à partir des quatre escadrilles des transports d'hydravions Kamikawa Maru, Chitose, Sanyo Maru et Sanuki Maru. Commandée par l'amiral Takatsugu Jōjima elle est dispersée entre Rabaul, Buin, les îles Shortland et la baie de Rekata sur l'île Santa Isabel. Son rôle principal est la couverture des convois, la reconnaissance et occasionnellement l'attaque de l'aérodrome Henderson (comme le 14 septembre où 24 hydravions font face à la Cactus air force et perdent 8 des leurs).
Enfin des unités aériennes de la flotte combinée des porte-avions Shōkaku, Zuikaku, Jun'yō, Zuikaku et Ryūjō, opérant depuis la mer ou la terre, se confrontent également à la Cactus air force.
L'amiral Nishizō Tsukahara, malade, est remplacé par l'amiral Jinichi Kusaka le 1er octobre 1942.

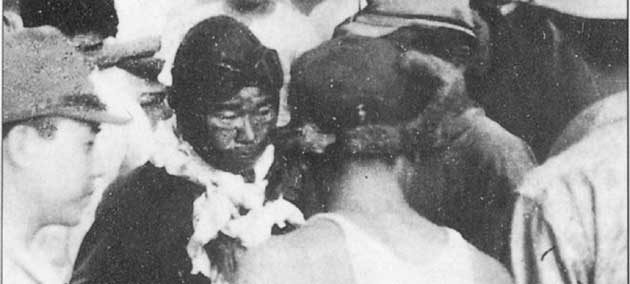
Sakai gravement blessé

Le 1er novembre, la 25e flottille aérienne, exsangue, est totalement renouvelée avec les survivants renvoyés au Japon comme instructeurs et les unités dissoutes et remplacées : le groupe aérien d'élite de chasse Tainan par le 251e groupe aérien, le 4e groupe aérien de bombardement en piqué par le 702e groupe aérien et le groupe aérien d'hydravions Yokohama par le 801e groupe aérien. Rien que pour le groupe Tainan beaucoup de pilotes expérimentés furent perdus dont les as Saburo Sakai grièvement blessé dès le 7 août (pas par la Cactus air force, ne retournera au combat qu'en juin 1944), Junichi Sasai tué le 26 août et Toshio Ōta tué le 21 octobre. Parmi les quatre grands as impliqués dans la bataille, seul Hiroyoshi Nishizawa s'en sort indemne.
Le 24 décembre l'amiral Jinichi Kusaka cumule son poste avec celui nouvellement créé de flotte du sud-est qui comprend aussi la 8e flotte de la marine impériale japonaise.
Le 9 février 1943, la bataille de Guadalcanal prend fin et l'essentiel des forces navales et aériennes se replient sur Truk, laissant une garnison qui sera progressivement isolée à Rabaul.

## Historique
Les Marines débarquèrent le 7 août 1942.
La piste d’atterrissage en cours de construction reçut son premier avion le 12 août.

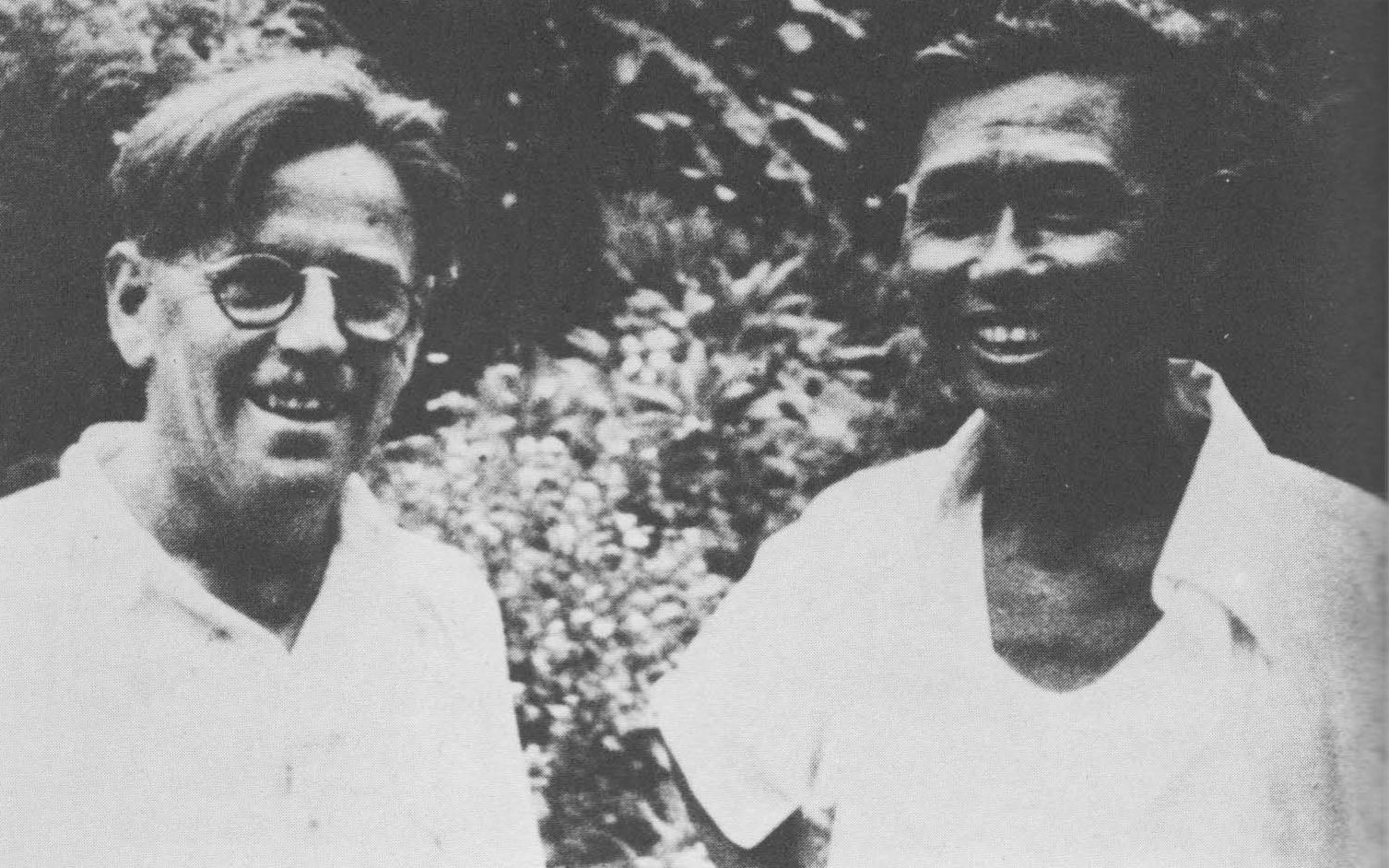
Paul Mason (left) un coastwatcher basé à Bougainville

Le 16 août une station radio des Coastwatchers est attachée aux Marines de Guadalcanal. Comme pendant longtemps le carburant manque pour maintenir des patrouilles aériennes de chasse permanentes, ces observateurs côtiers (Australiens Néo-Zélandais et autochtones) jouent un rôle d'alerte essentiel permettant aux avions de décoller pour intercepter. Les observateurs se trouvent notamment sur les îles de Bougainville, Nouvelle-Géorgie et Santa Isabel. Ils secourent aussi les pilotes abattus et capturent des pilotes japonais.
Entre le 20 et fin août, 37 Wildcat, 35 Dauntless et 5 Airacobra arrivent, appartenant aux Marines, Navy et Army.
Le 21 août ont lieu la première mission de combat et les premiers accidents dus à l'état de la piste. Du 21 août au 11 septembre, les Japonais lancent 10 raids aériens avec une pause entre le 1er et le 8 pour soutenir la Campagne de la piste Kokoda.
Le 2 septembre, un radar entre en service.
Au 3 septembre, date d'arrivée du général Geiger, et alors que des renforts sont parvenus entretemps, seuls 64 avions sont en état de vol. L'amiral Mc Cain envoie un renfort de 24 Wildcat le lendemain.
Le 9 septembre, une deuxième piste fut ouverte.
Les 13 et 14 septembre, une série de raids japonais se heurte à la Cactus air force maintenant solidement implantée.
Il n'y a aucun raid aérien japonais du 14 au 27 septembre pour cause de mauvais temps. Au 20 septembre, 117 avions japonais sont disponibles à Rabaul contre 71 à Henderson.
Le 13 novembre, la force atteint 82 avions disponibles. Elle contribue à couler le cuirassé Hiei.
Autour du 15 novembre, les pistes furent renforcées avec du corail concassé.
Le 26 novembre, l'unité néo-zélandaise arrive.
Le 26 décembre, 161 avions sont disponibles.

## Bilan
La Cactus air force détruisit au moins le cuirassé Hiei (sérieusement endommagé par la Marine et coulé en association avec des avions de l'USS Enterprise et des B-17), deux croiseurs (Kinugasa et Yura), trois destroyers (Asagiri, Murakumo et Natsugumo) et surtout douze précieux transports. Elle endommagea sérieusement au moins six croiseurs et douze plus petits navires.
Les pertes aériennes japonaises pendant la bataille de Guadalcanal sont mal connues mais doivent se situer autour de 2 300 morts (dont les membres de la base de Tulagi) et entre 660 et 880 avions toutes causes confondues. Sur ce total, la Cactus air force revendique 268 avions détruits en combat aérien (certainement surestimé).
Les pertes des unités aériennes (y compris des unités au sol) pendant la bataille de Guadalcanal s'élèvent à 420 morts, certaines ne dépendant pas de la Cactus air force (unités des porte-avions, B-17 d'Espiritu Santo), dont 94 pilotes tués au combat pour la seule Cactus air force (177 autres furent évacués pour blessures et paludisme essentiellement). Environ 615 avions ont été perdus toutes causes confondues, là encore pas seulement de la Cactus air force.

## Décorations

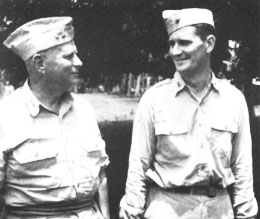
Le général Roy Geiger (à gauche) et le major Joe Foss, le meilleur as de Guadalcanal

Son chef, le général Geiger obtint la Navy Cross.
Cinq aviateurs, tous Marines, obtiennent la Medal of Honor : Harold W. Bauer (en) (posthume), Jefferson DeBlanc, Joe Foss, Robert E. Galer (en) et John L. Smith (en). Un sixième l'obtient après l’absorption dans le AirSols, James E. Swett (en).
Plusieurs unités obtinrent la Presidential Unit Citation.